# Ingrid Švédská
Ingrid Švédská (dánsky a švédsky Ingrid Victoria Sofia Louisa Margareta) (28. března 1910, Stockholm – 7. listopadu 2000, Fredensborg u Kodaně) byla rodem švédská princezna z dynastie Bernadotte a jako manželka dánského krále Frederika IX. dánská královna.

## Biografie

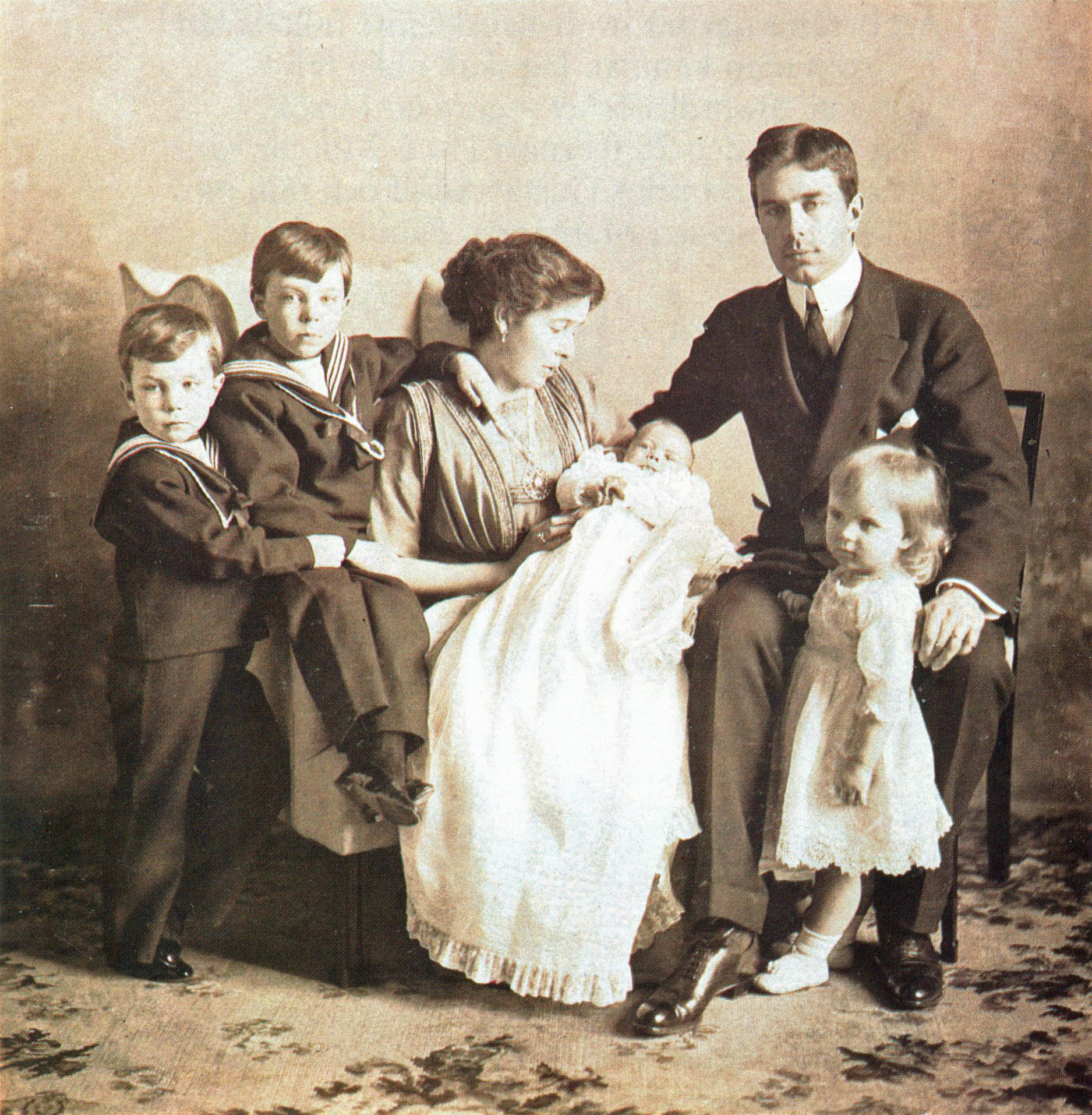
Princezna Ingrid se svými rodiči a bratry

Ingrid byla jedinou dcerou švédského následníka trůnu a pozdějšího švédského krále Gustava VI. Adolfa a jeho manželky, britské princezny Margarety z Connaughtu (vnučky královny Viktorie). Její starší bratr, švédský princ Gustav Adolf, byl otcem švédského krále Karla XVI. Adolfa.
Královna Margareta zemřela, když bylo princezně Ingrid 10 let. Tři roky nato se Gustav Adolf znovu oženil, a to s Luisou Mountbatten; z tohoto manželství kromě mrtvě narozené dcerky nevzešli žádní potomci. Pro Ingrid, vážnou dívku s vysokým smyslem pro povinnost, to nebyla lehká doba.
Ingrid se dostalo vynikajícího vzdělání. Mluvila několika jazyky, zajímala se o hudbu, umění a historii.

### Korunní princezna

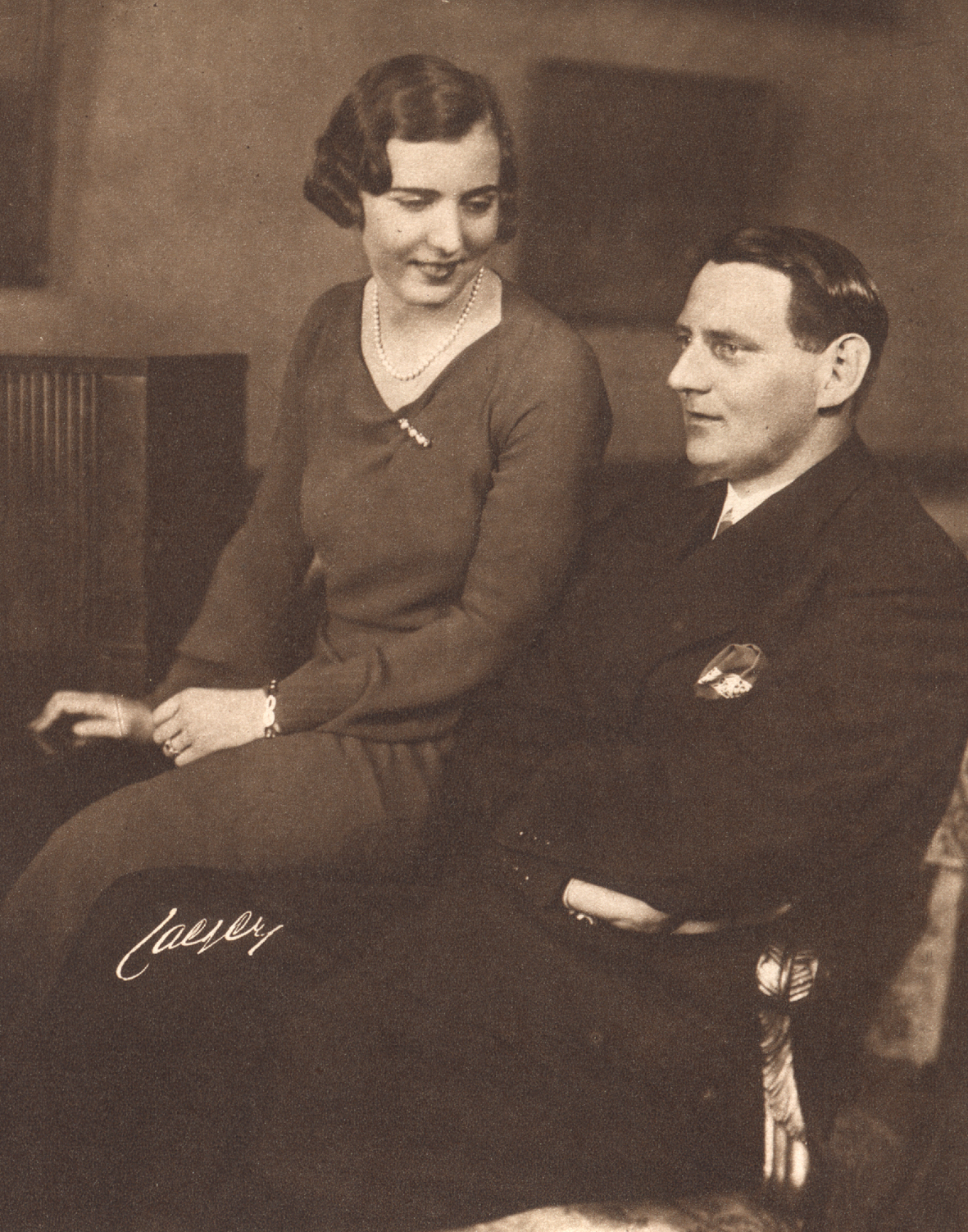
Princezna Ingrid a princ Frederik, kolem r. 1935

V roce 1928 se setkala s waleským princem Eduardem a byla zvažována možnost jejích zasnoubení; k tomu však nakonec nedošlo. 24. května roku 1935 se v kostele sv. Mikuláše ve Stockholmu provdala za dánského prince Frederika, pozdějšího dánského krále Frederika IX. a po smrti jeho otce Kristiána X. s ním 20. dubna roku 1947 usedla na dánský trůn. Z harmonického manželství vzešly tři dcery:
- 1. Markéta II. (* 16. 4. 1940 Amalienborg), dánská královna vládnoucí od roku 1972 do 2024
  - ⚭ 1967 Henrik (11. 6. 1934 Talence – 13. 2. 2018 Fredensborg), celým jménem Henri Marie Jean André de Laborde de Monpezat, hrabě z Monpezatu, princ-manžel, diplomat
- 2. Benedikta (* 29. 4. 1944 Amalienborg)
  - ⚭ 1968 Richard, 6. kníže ze Sayn-Wittgenstein-Berleburg (29. 10. 1934 Gießen – 13. 3. 2017, Bad Berleburg)
- 3. Anna Marie (* 30. 8. 1946 Amalienborg) – manželka řeckého krále Konstantina II. a jako taková řecká královna v letech 1964 až 1974
  - ⚭ 1964 Konstantin II. Řecký (* 2. 6. 1940), král řecký vládnoucí od roku 1964 de iure do roku 1973, de facto však vládl jen do roku 1967, kdy opustil Řecko

V roce 1940 po narození nejstarší dcery, princezny Markéty, krátce po okupaci Dánska Němci, se stala rodina následníka trůnu pro Dány důležitým symbolem nepoddajnosti. Ingrid a Frederik se jako první v královské rodině snažili přiblížit národu likvidováním umělých bariér oddělující je od poddaných, často se např. vydávali na pěší procházky po Kodani s novorozenou Markétou v kočárku nebo jezdili po městě na kolech místo v královské limuzíně. V tomto procesu pokračovala Ingrid i po nástupu na trůn. Královským dcerám se dostalo stejného vzdělání jako jiným dánským dětem v té době, dánská televize umožňovala pohled na život královské rodiny prostřednictvím krátkých reportáží.
Královna Ingrid se celý svůj život velmi aktivně účastnila řady aktivit ve prospěch různých organizací charitativních, kulturních i společenských.

### Nástup na trůn a otázka následnictví

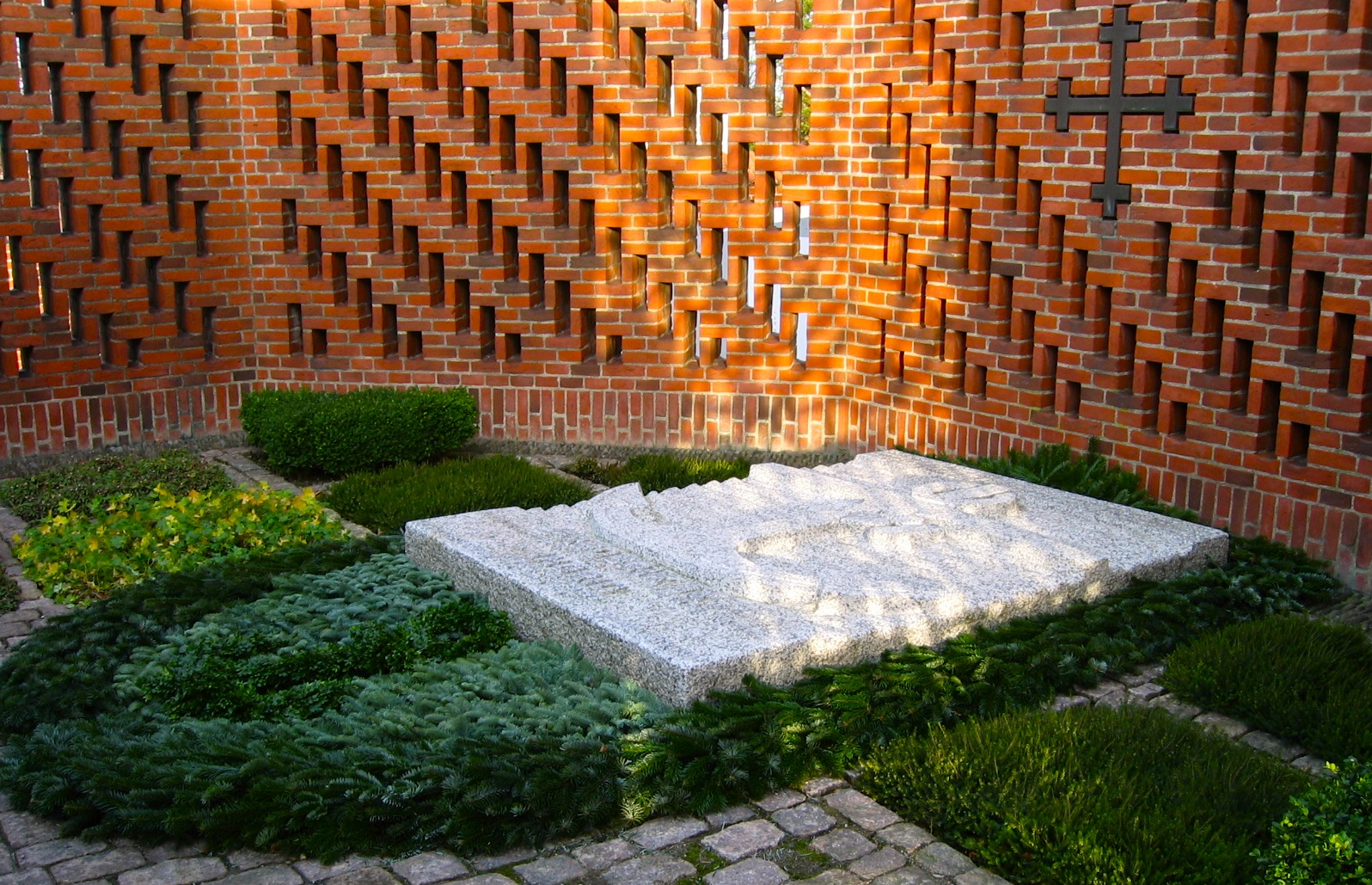
Hrob krále Frederika IX. a královny Ingrid v mauzoleu před katedrálou v Roskilde

Po nástupu Frederika IX. na trůn v dubnu 1947 vyvstala otázka následnictví – královský pár měl tři dcery, avšak žádného mužského potomka. Podle stávajících pravidel by tedy následníkem měl být Frederikův mladší bratr, princ Knud, jenž v té době měl vedle nejstarší dcery i dva syny. O následnictví veřejnost i parlament dlouze diskutoval. Nakonec v roce 1953 se v tomto směru přepracovala ústava: byl zaveden jednokomorový parlament a zákon o nástupnictví upraven tak, že do nároku na trůn zahrnul i ženy. Tyto změny však musely před uzákoněním projít celým parlamentem a referendem. Následníkem dánského trůnu se tak stala nejstarší dcera královského páru, princezna Markéta, která na něj také po smrti krále Frederika IX. usedla jako královna Markéta II.
Po smrti svého manžela (14. ledna 1972) se Ingrid do značné míry stáhla z veřejného života, zůstala však stále velmi populární a oblíbená jak u královské rodiny, tak u dánské veřejnosti.
Královna Ingrid zemřela v devadesáti letech 7. listopadu roku 2000 a byla pochována po boku svého muže v mauzoleu Frederika IX. před katedrálou v Roskilde.

## Vývod z předků
|                  |                                 |  |                                    |                                     |  |  |  |  |  |  |  | Oskar I. |
|                  |                                 |  |                                    |                                     |  |  |  |  |  |  |  |          |
|                  | Oskar II.                       |  |                                    |                                     |  |  |  |  |  |  |  |          |
|                  |                                 |  |                                    |                                     |  |  |  |  |  |  |  |          |
|                  |                                 |  |                                    | Joséphine de Beauharnais mladší     |  |  |  |  |  |  |  |          |
|                  |                                 |  |                                    |                                     |  |  |  |  |  |  |  |          |
|                  | Gustav V.                       |  |                                    |                                     |  |  |  |  |  |  |  |          |
|                  |                                 |  |                                    |                                     |  |  |  |  |  |  |  |          |
|                  |                                 |  |                                    | Vilém Nasavský                      |  |  |  |  |  |  |  |          |
|                  |                                 |  |                                    |                                     |  |  |  |  |  |  |  |          |
|                  | Žofie Nasavská                  |  |                                    |                                     |  |  |  |  |  |  |  |          |
|                  |                                 |  |                                    |                                     |  |  |  |  |  |  |  |          |
|                  |                                 |  |                                    | Pavlína Württemberská               |  |  |  |  |  |  |  |          |
|                  |                                 |  |                                    |                                     |  |  |  |  |  |  |  |          |
|                  | Gustav VI. Adolf                |  |                                    |                                     |  |  |  |  |  |  |  |          |
|                  |                                 |  |                                    |                                     |  |  |  |  |  |  |  |          |
|                  |                                 |  |                                    | Leopold I. Bádenský                 |  |  |  |  |  |  |  |          |
|                  |                                 |  |                                    |                                     |  |  |  |  |  |  |  |          |
|                  | Fridrich I. Bádenský            |  |                                    |                                     |  |  |  |  |  |  |  |          |
|                  |                                 |  |                                    |                                     |  |  |  |  |  |  |  |          |
|                  |                                 |  |                                    | Žofie Vilemína Švédská              |  |  |  |  |  |  |  |          |
|                  |                                 |  |                                    |                                     |  |  |  |  |  |  |  |          |
|                  | Viktorie Bádenská               |  |                                    |                                     |  |  |  |  |  |  |  |          |
|                  |                                 |  |                                    |                                     |  |  |  |  |  |  |  |          |
|                  |                                 |  |                                    | Vilém I. Pruský                     |  |  |  |  |  |  |  |          |
|                  |                                 |  |                                    |                                     |  |  |  |  |  |  |  |          |
|                  | Luisa Pruská                    |  |                                    |                                     |  |  |  |  |  |  |  |          |
|                  |                                 |  |                                    |                                     |  |  |  |  |  |  |  |          |
|                  |                                 |  |                                    | Augusta Sasko-Výmarská              |  |  |  |  |  |  |  |          |
|                  |                                 |  |                                    |                                     |  |  |  |  |  |  |  |          |
| 'Ingrid Švédská' |                                 |  |                                    |                                     |  |  |  |  |  |  |  |          |
|                  |                                 |  |                                    |                                     |  |  |  |  |  |  |  |          |
|                  |                                 |  | Arnošt I. Sasko-Kobursko-Gothajský |                                     |  |  |  |  |  |  |  |          |
|                  |                                 |  |                                    |                                     |  |  |  |  |  |  |  |          |
|                  | Albert Sasko-Kobursko-Gothajský |  |                                    |                                     |  |  |  |  |  |  |  |          |
|                  |                                 |  |                                    |                                     |  |  |  |  |  |  |  |          |
|                  |                                 |  |                                    | Luisa Sasko-Gothajsko-Altenburská   |  |  |  |  |  |  |  |          |
|                  |                                 |  |                                    |                                     |  |  |  |  |  |  |  |          |
|                  | Artur Sasko-Koburský            |  |                                    |                                     |  |  |  |  |  |  |  |          |
|                  |                                 |  |                                    |                                     |  |  |  |  |  |  |  |          |
|                  |                                 |  |                                    | Eduard August Hannoverský           |  |  |  |  |  |  |  |          |
|                  |                                 |  |                                    |                                     |  |  |  |  |  |  |  |          |
|                  | Viktorie I.                     |  |                                    |                                     |  |  |  |  |  |  |  |          |
|                  |                                 |  |                                    |                                     |  |  |  |  |  |  |  |          |
|                  |                                 |  |                                    | Viktorie Sasko-Kobursko-Saalfeldská |  |  |  |  |  |  |  |          |
|                  |                                 |  |                                    |                                     |  |  |  |  |  |  |  |          |
|                  | Margareta z Connaughtu          |  |                                    |                                     |  |  |  |  |  |  |  |          |
|                  |                                 |  |                                    |                                     |  |  |  |  |  |  |  |          |
|                  |                                 |  |                                    | Karel Pruský                        |  |  |  |  |  |  |  |          |
|                  |                                 |  |                                    |                                     |  |  |  |  |  |  |  |          |
|                  | Fridrich Karel Pruský           |  |                                    |                                     |  |  |  |  |  |  |  |          |
|                  |                                 |  |                                    |                                     |  |  |  |  |  |  |  |          |
|                  |                                 |  |                                    | Marie Sasko-Výmarsko-Eisenašská     |  |  |  |  |  |  |  |          |
|                  |                                 |  |                                    |                                     |  |  |  |  |  |  |  |          |
|                  | Luisa Markéta Pruská            |  |                                    |                                     |  |  |  |  |  |  |  |          |
|                  |                                 |  |                                    |                                     |  |  |  |  |  |  |  |          |
|                  |                                 |  |                                    | Leopold IV. Anhaltský               |  |  |  |  |  |  |  |          |
|                  |                                 |  |                                    |                                     |  |  |  |  |  |  |  |          |
|                  | Marie Anna Anhaltsko-Desavská   |  |                                    |                                     |  |  |  |  |  |  |  |          |
|                  |                                 |  |                                    |                                     |  |  |  |  |  |  |  |          |
|                  |                                 |  |                                    | Bedřiška Vilemína Pruská            |  |  |  |  |  |  |  |          |
|                  |                                 |  |                                    |                                     |  |  |  |  |  |  |  |          |